# Spasitelji
Spasitelji (engl. The Rescuers) je američki animirani film iz 1977. godine, kojeg je producirao Disneyjev studio. To je 23. animirani film iz studija Disney. U njemu glavnu ulogu imaju miševi.
Film je redatelja Wolfgang Reitherman, John Lounsbery, i Art Stevens, u kojem su glasove posudili Eva Gabor, Bob Newhart, Geraldine Page, Jim Jordan, i Joe Flynn. Nastavak pod nazivom Spasitelji u Australiji objavljen je 1990. godine.

## Unutarnje poveznice
- Disneyjevi klasici

## Vanjske poveznice
- Spasitelji u internetskoj bazi filmova IMDb-a
- Spasitelji na Rotten Tomatoes (engl.)